# 成功的秘密
《成功的祕密》（英語：The Secret of My Success），是一部1987年的美國喜劇電影,由赫伯特·羅斯製片和執導，米高·福克斯和海倫·史萊特主演。劇本由A.J. Carothers，Jim Cash 和Jack Epps創作。

## 劇情
布蘭特利·福斯特（米高霍士飾）是一個最近從堪薩斯州立大學畢業的畢業生，他搬去紐約市，他原成功得到一份金融業的工作。到達後才得知公司已被另一家競爭對手的公司接手，他未工作就被解雇了。
他經歷了多次失敗的嘗試，主要原因不是他資歷過高就是未夠工作經驗，他最終去了他的叔叔霍華德·普里斯科特（理査德·佐登飾）經營的帕羅絲大公司的一個信件處理站工作。帕羅絲大公司是由霍華德的岳父建立的。霍華德娶了他老闆的女兒薇拉·帕羅絲（瑪格麗特·威蒂頓飾）後便當上了公司主席。
通過查閱公司的報告，布蘭特利意識到霍華德和他的同事都做了無效和有害的決定，他發現因著霍華德頻繁的解雇，公司有一個空的辦公室，他取了卡爾頓·威特非德的身分，成了新主管。
當他同時擔任兩個職位時（在升降機內更換便服和西裝），他愛上了克里斯蒂·威爾斯（海倫·斯萊特飾），一個剛從哈佛畢業的金融專家。他在駕公司的豪華轎車送薇拉回家時認識了薇拉（布蘭特利的老闆的要求），薇拉說服布蘭特利留下和她一起游泳更誘他和她性交。看到霍華德回來，他們才得知他們有家屬關係（儘管沒血緣關係），布蘭特利盡快換衣離開以免霍華德看到他。
布蘭特利不知道霍華德和克里斯蒂有曖昧關係，當霍華德要求她在卡爾頓·威特非德身上捜集情報時，她又愛上了卡爾頓，不知道卡爾頓其實是布蘭特利。公司準備和不知名的達芬波特公司合併。霍華德沒察覺卡爾頓和布蘭特利其實是同一人，更懷疑卡爾頓是公司掠奪者唐納德·達芬波特（弗雷德·金飾）的間諜。
最後，布蘭特利和薇拉籌募了足夠的金錢、債券和股份去從霍華德手上搶回公司的產權，並對達芬波特公司的收購投標表示敵意。
薇拉已蔑視霍華德的反駁—有效益的商業訓練，因為他把她父親的企業弄垮，更欺騙她。她迅即以布蘭特利頂替他。霍華德被送走，布蘭特利和克里斯蒂開始計劃他們個人和事業上的將來。

## 演員
- 米高·霍士 飾布蘭特利·福斯特
- 海倫·斯萊特 飾克里斯蒂·威爾斯
- 理查德·佐登 飾霍華德·普里斯科特
- 瑪格麗特·威蒂頓 飾薇拉·帕羅絲·普里斯科特
- 約翰·帕柯 飾弗雷德·梅羅絲
- 弗雷德·金 飾唐納德·達芬波特
- 傑利·本文 飾阿特·湯馬斯
- 卡羅爾·安·蘇西 飾瓊
- 伊麗莎白·弗朗西 飾格雷斯·福斯特
- 基斯杜化·默里 飾巴尼·拉特根

## 評價
影評人對本片的評價褒貶不一，羅傑·艾伯特在芝加哥太陽報上寫道：「《成功的祕密》固步自封，彷彿劇本從50年代就被困在抽屜裏，沒有人費心去更新它。」他作出結論：「福克斯為影片帶來一種相當絕望的感覺，看他在電影中體驗情緒的大起大落，從情境喜劇到鬧劇，從性喜劇到會議室的爭鬥。」

## 票房
成功的祕密於1987年4月10日上映，在上映的第一週獲得$7.8百萬票房。成功的祕密持續五星期居票房第一，並在美國獲得$66,995,000總票房，在1987年全美最高票房電影排名第七位，全球總票房為$110,996,879。

## 外部連結
- 互联网电影数据库（IMDb）上《成功的秘密》的资料（英文）
- TCM电影资料库上《成功的秘密》的资料（英文）
- AllMovie上《成功的秘密》的资料（英文）
- 豆瓣电影上《成功的秘密》的資料 （简体中文）